# Tadao Kobayashi
Tadao Kobayashi (n. 7 iulie 1930) este un fost fotbalist japonez.

## Statistici
| Japonia | Japonia | Japonia |
| An      | Meciuri | Goluri  |
| ------- | ------- | ------- |
| 1956    | 3       | 0       |
| Total   | 3       | 0       |